# Стойко Ботушанов
Стойко (Стоян) Ангелов Ботушанов, известен като Маджере, е български революционер, Ботев четник.

## Биография
Стойко Ботушанов е роден в разложкото село Якоруда, тогава в Османската империя, като най-голямо дете в семейството на Ангел и Ерина Ботушанови. Отрано се отличава с изумителна ловкост, бързина и физическа сила. Изпратен от селската управа с важен документ до Пазарджик, той отива и се връща за малко повече от денонощие. От този случай идва и прякорът му Маджере — изненаданите от бързината и издръжливостта му съселяни заявяват, че е бърз като маджерски (маджарски, т.е. унгарски) кон. Влюбва се в българка мохамеданка и затова е преследван от властите и бяга в Орхание, където работи като ратай, а по-късно в Румъния. Според друга версия мохамеданката се влюбва в него; той, отказвайки да се помохамеданчи, се оженва за християнката Мария Беличева и заминава.
В Румъния влиза в средите на революционната емиграция и кръга на Христо Ботев. След избухването на Априлското въстание постъпва в неговата чета. Част е от групата Свети Георги, която се качва на парахода „Радецки“ от Бекет. След разгрома на четата е заловен и затворен в Орхание, а след това в София, където е подложен на мъчения. На 1 август 1876 година е освободен. Умира от вълнение при посрещането на руските войски на Орханийското шосе в София през декември 1877 година. Създаденото в 1909 година читалище в Якоруда е кръстено „Стойко Ангелов“. Неговото име носи и улица в Якоруда, а на родната му къща има паметна плоча.